# 광주대구고속도로의 역사
광주대구고속도로의 역사는 광주대구고속도로의 건설 및 개통 등의 과정을 거치는 변천사다.

## 구 88올림픽고속도로
확장 개통되기 전 명칭은 ‘88올림픽고속도로’였으며, 담양 나들목 ~ 동고령 나들목 구간은 대한민국에서 가장 긴 왕복 2차로 고속도로구간으로 중간에 오르막차로가 다수 존재했으며, 뒷차에게 먼저 가도록 양보하기 위한 비상주차대도 많았다. 이 도로의 제한속도는 80 km/h였다. 그리고 급커브 구간이 굉장히 많고 고개의 구배가 심하며 중앙분리대가 없는 유일한 고속도로로 유명했다. 실제로는 추월을 일삼으며 평균 90 ~ 100 km/h의 속도를 냈고, 이로 인해 사망 사고율이 대략 30% ~ 40% 정도로 다른 고속도로에 비하여 매우 높은 편에 속했다. 사고 치사율이 높아서, 한국도로공사에서는 해당 고속도로의 통행료를 확장 개통 이전까지 다른 고속도로에 비해 저렴하게 받고 있었다.
실제로 대한민국의 고속도로 중에서 사고가 많이 일어나  ‘죽음의 고속도로’라는 오명을 얻게 되었다.
88올림픽고속도로가 왕복 2차선으로 개통될 당시 남장수 나들목와 가조 나들목는 평면 교차로였다. 2001년 고서 분기점부터 담양 나들목까지, 성산 나들목부터 옥포 분기점까지 구간이 확장되기 시작하면서 이설 구간이 발생하기 시작했다. 전 구간의 확장/개량 공사를 마치기 전에 통영대전고속도로 및 순천완주고속도로와 접속하는 함양 분기점과 남원 분기점은 미리 4차선으로 확장되었다. 
구 88올림픽고속도로 사진
- 구 88올림픽고속도로 (대구방향)
- 동고령에서 광주방면
- 합천군 야로면 청계리 (대구방향)
- 합천군 야로면 청계리 (광주방향)
- 합천군 야로면 청계리, 오르막차로 예고 (광주방향)
- 오르막차로 시작
- 오르막차로
- 오르막차로 끝
- 구 고속도로의 일부였던 해인사 나들목 진출입로 (광주방향, 이하 동일)
- 합천군 야로면 야로리 (대구방향)
- 해인사터널
- 합천군 가야면, 오르막차로 예고 (광주방향)
- 오르막차로 시작
- 오르막차로
- 오르막차로 끝
- 국도 제59호선과 구 88올림픽고속도로, 합천군 가야면 성기리
- 거창군 가조면 도리, 큰재 방향 (대구방향)
- 거창군 가조면 동례리 살피재 오르막차로 (광주방향)
- 살피재 오르막차로 끝
- 거창군 남하면에서 살피재를 향해 오르는 오르막차로 (대구방향)
- 거창군 남하면 구간
- 장수군 번암면, 사치재 구간 오르막차로 예고 (대구방향)
- 오르막차로 시작 지점과 신 광주대구고속도로 번암교
- 오르막차로
- 남장수 나들목 (고속도로 확장 전, 광주방향)
- 남장수 나들목 (2025년 7월, 대구방향)
- 남장수 나들목 진출입로 (2025년 7월)
- 남원시 산동면 구간

| 이름         | 로마자 이름 | 구간 거리 | 누적 거리 | 접속 노선         | 소재지         | 소재지 | 비고                                                       |
| ------------ | ----------- | --------- | --------- | ----------------- | -------------- | ------ | ---------------------------------------------------------- |
| 옥포 분기점  | Okpo JC     | -         | 0.00      | 구마고속도로      | 대구광역시     | 달성군 |                                                            |
| 논공휴게소   | Nongong SA  |           |           |                   | 대구광역시     | 달성군 | 양방향                                                     |
| 성산         | Seongsan    | 10.50     | 10.50     | 국도 제26호선     | 경상북도       | 고령군 | 지금의 동고령 나들목                                       |
| 양전         | Yangjeon    | 6.30      | 16.80     | 국도 제26호선     | 경상북도       | 고령군 | 대구방향 진입과 광주방향 진출만 가능 1995년 12월 27일 폐쇄 |
| 고령         | Goryeong    | 6.70      | 23.50     | 국도 제26호선     | 경상북도       | 고령군 |                                                            |
| 해인사       | Haeinsa     | 9.40      | 32.90     | 지방도 제1084호선 | 경상남도       | 합천군 |                                                            |
| 거창휴게소   | Geochang SA |           |           |                   | 경상남도       | 거창군 | 양방향 지금의 거창韓휴게소                                 |
| 가조         | Gajo        | 17.00     | 49.90     | 지방도 제1099호선 | 경상남도       | 거창군 | 평면 교차로                                                |
| 거창         | Geochang    | 11.20     | 61.10     | 국도 제24호선     | 경상남도       | 거창군 |                                                            |
| 죽산휴게소   | Juksan SA   |           |           |                   | 경상남도       | 함양군 | 광주방향                                                   |
| 함양         | Hamyang     | 25.70     | 86.80     | 지방도 제1084호선 | 경상남도       | 함양군 |                                                            |
| 아영휴게소   | Jirisan     | 18.50     | 105.80    |                   | 전북특별자치도 | 남원시 |                                                            |
| 지리산휴게소 | Jirisan SA  |           |           |                   | 전북특별자치도 | 남원시 | 양방향                                                     |
| 남장수       | S. Jangsu   | 9.50      | 114.80    | 국도 제19호선     | 전북특별자치도 | 장수군 | 평면 교차로 현재 고속도로 지정 해제                        |
| 남원         | Namwon      | 15.20     | 130.00    | 국도 제24호선     | 전북특별자치도 | 남원시 |                                                            |
| 순창         | Sunchang    | 25.50     | 155.50    | 국도 제27호선     | 전북특별자치도 | 순창군 |                                                            |
| 담양         | Damyang     | 19.10     | 174.60    | 국도 제29호선     | 전라남도       | 담양군 |                                                            |
| 고서 분기점  | Goseo JC    | 8.30      | 182.90    | 호남고속도로      | 전라남도       | 담양군 |                                                            |

광주대구고속도로로 이설 후 일부 왕복 2차선 구간은 일반도로로 활용되고 있으며, 활용 중인 구간은 다음과 같다.
- 담양88로 (전라남도 담양군 담양읍 반룡삼거리 ~ 대곡 교차로, 6.684km)
- 도로명 미상 (전북특별자치도 남원시 대강면 입암리 ~ 대산면 풍촌리)
- 남장로 (전북특별자치도 남원시 산동면 부절리 ~ 장수군 번암면 유정리) : 일부 구간은 동남원 나들목 진출입로로, 일부 구간은 지방도 제743호선으로 활용되고 있다.
- 도로명 미상 (경상남도 함양군 백전면 대평사거리 ~ 병곡면 도천 교차로) : 지방도 제1001호선으로 활용되고 있다.
- 거창88로 (경상남도 거창군 남하면 양항리 ~ 가조면 동례리, 5.89km)

## 연혁
- 1978년 6월 22일 : 전라남도 담양군 고서면 ~ 담양군 담양읍 구간을 고속국도 제3호의2호선 대전 ~ 순천선의 지선으로 지정[3]
- 1981년 10월 1일 : 담양 나들목 ~ 옥포 분기점 175.3km 구간 착공
- 1981년 11월 7일 : 기점을 '전라남도 담양군 고서면'에서 '경상북도 달성군 옥포면'으로, 종점을 '전라남도 담양군 담양읍'에서 '전라남도 담양군 고서면'으로 변경 및 연장. 이에 따라 고속국도 제9호선 88올림픽고속도로(88올림픽선)으로 노선명 변경[4]
- 1981년 11월 28일 : 88올림픽고속도로 신설로 인해 경상북도 달성군 옥포면 ~ 전라남도 담양군 무정면 175.2km 구간 도로구역 결정[5]
- 1984년 3월 21일 : 지리산휴게소 건설로 인해 전라북도 남원군 아영면 아곡리 850m 구간 도로구역 변경, 지리산 나들목 출입시설 건설로 인해 남원군 아영면 인풍리 ~ 봉대리 3.31km 구간 도로구역 변경, 거창휴게소 건설로 인해 경상남도 거창군 가조면 도리 890m 구간 도로구역 변경, 양전교차로 출입시설 건설로 인해 경상북도 고령군 개진면 양전동 210m 구간 도로구역 변경, 성산 나들목 출입시설 건설로 인해 고령군 성산면 어곡동 130m 구간 도로구역 변경[6]
- 1984년 5월 29일 : 장수 나들목 건설로 인해 전라북도 장수군 번암면 유정리 ~ 월석리 2.89km 구간을 3.06km로 도로구역 변경[7]
- 1984년 6월 27일 : 담양 나들목 ~ 옥포 분기점 175.3km 구간 개통[8]
- 1995년 3월 14일 : 1995년 12월까지 성산 나들목 요금소 설치를 위해 경상북도 고령군 성산면 어곡리 320m 구간 도로구역 변경[9]
- 1995년 4월 3일 : 1995년 12월까지 고령 나들목 요금소 설치를 위해 경상북도 고령군 쌍림면 고곡리 200m 구간을 820m로 도로구역 변경[10]
- 1995년 10월 16일 : 1996년 12월까지 순창 나들목 요금소 설치를 위해 전라북도 순창군 순창읍 가남리 260m 구간 도로구역 변경[11]
- 1995년 11월 6일 : 1996년 12월까지 담양 나들목 요금소 설치를 위해 전라남도 담양군 담양읍 반룡리 500m 구간 도로구역 변경[12]
- 1997년 6월 : 경남 거창군 주상면 성기리 주변 성기대교의 트럭의 현대 포터 운전자와 현대 엑셀 운전-탑승자 2명이 충돌하여 가스통 최대 30개를 싣은 트럭이 성기대교로  47m ~ 60m로 아래로 추락하여 폭발사고 발생. (이 방송은 1997년 9월 10일 방송된 KBS 1TV《긴급구조 119》〈동양 최고 구조작전〉의 재연에서 나왔음)
- 1997년 6월 27일 : 가조 나들목 개량 공사를 위해 경상남도 거창군 가조면 대초리 900m 구간 도로구역 변경[13]
- 1996년 7월 1일 : 행정구역 개편으로 기점을 '경상북도 달성군 옥포면'에서 '대구광역시 달성군 옥포면'으로 변경[14]
- 1998년 10월 22일 : 함양 분기점 개통
- 1999년 11월 2일 : 2001년 12월까지 거창 나들목, 가조 나들목, 남원 나들목, 장수 나들목, 지리산 나들목, 함양 나들목, 해인사 나들목 요금소 설치를 위해 전라북도 남원시 월락동 ~ 경상남도 합천군 야로면 야로리 97.1km 구간 도로구역 변경[15]
- 2001년 8월 25일 : 기점과 종점을 각각 대구 달성군 → 전남 담양군에서 전남 담양군 → 대구 달성군으로 변경. 노선번호를 제9호에서 제12호로 변경.[16]
- 2001년 9월 14일 : 2006년까지 담양 나들목 ~ 고서 분기점 구간 왕복 4차로 확장 공사를 위해 전라북도 순창군 금과면 늑곡리 ~ 광주광역시 북구 망월동 16.34km 구간 도로구역 변경[17]
- 2001년 10월 10일 : 2001년 12월까지 지리산 나들목 임시 요금소 설치 공사를 위해 전라북도 남원시 아영면 인풍리 ~ 봉대리 120m 구간 도로구역 변경[18]
- 2001년 11월 21일 : 익산포항고속도로 장수 나들목 ~ 장수 분기점 구간 개통으로 인해 기존 장수 나들목이 남장수 나들목으로 명칭 변경
- 2001년 12월 : 고서 분기점 ~ 담양 나들목, 성산 나들목 ~ 옥포 분기점 확장 공사 착공
- 2002년 1월 17일 : 2005년까지 성산 나들목 ~ 옥포 분기점 구간 왕복 4차로 확장 공사를 위해 대구광역시 달성군 옥포면 간경리 ~ 경상북도 고령군 성산면 기족리 13.2km 구간 도로구역 변경[19]
- 2002년 7월 24일 : 2003년 12월까지 가조 나들목 광주방향 요금소 설치를 위해 경상북도 거창군 가조면 일부리 1.37km 구간 도로구역 변경[20]
- 2002년 12월 5일 : 전라남도 무안군 망운면 ~ 광주광역시 광산구 구간을 88올림픽고속도로로 연장 지정[21]
- 2002년 12월 6일 : 2007년 12월까지 무안 ~ 광주 구간 신설을 위해 전라남도 무안군 망운면 피서리 ~ 광주광역시 광산구 운수동 41.62km 구간 도로구역 결정[22]
- 2002년 12월 : 무안공항 나들목 ~ 운수 나들목 전 구간 착공
- 2005년 12월 29일 : 2006년까지 논공휴게소 (대구방향) 신설 및 논공휴게소 (광주방향) 확장을 위해 대구광역시 달성군 옥포면 간경리 ~ 경상북도 고령군 성산면 기족리 13.2km 구간 도로구역 변경[23]
- 2006년 12월 4일 : 동고령 나들목 ~ 옥포 분기점 13.2km 구간 왕복 6차로 확장 개통[24][25], 논공휴게소가 임시 휴게소로 재개장, 성산 나들목이 동고령 나들목으로 명칭 변경 및 나들목 이설. 단, 동고령 나들목의 요금소 명칭은 성산 요금소로 유지.
- 2006년 12월 7일 : 고서 분기점 ~ 전라북도 순창군 금과면 장장리 16.34km 구간 왕복 4 ~ 6차로 확장 개통[26][27] 및 담양 분기점 개통
- 2007년 9월 10일 : 담양 ~ 성산 구간 왕복 4차로 확장 공사를 위해 전라북도 순창군 금과면 늑곡리 ~ 경상북도 고령군 성산면 기족리 133.88km 구간 도로구역 변경[28]
- 2007년 11월 9일 : 무안공항 나들목 ~ 나주 나들목 30.4km 구간 개통[29]
- 2007년 11월 30일 : 고령 분기점 개통
- 2008년 1월 3일 : 무안 ~ 광주(전라남도 무안군 망운면 ~ 광주광역시 광산구) 구간을 무안광주고속도로 구간으로 분할[30]
- 2008년 11월 20일 : 전라남도 / 전라북도 경계~ 동고령 나들목 142.7 km 확장 공사 착공
- 2010년 6월 3일 : 2015년까지 담양 ~ 성산 구간 왕복 4차로 확장 공사에 대안 설계로 인한 선형 변경 등을 위해 전라북도 순창군 금과면 늑곡리 ~ 경상북도 고령군 성산면 기족리 142.8km 구간 도로구역 변경[31]
- 2010년 7월 23일 : 2015년까지 담양 ~ 성산 구간 왕복 4차로 확장 공사 10공구 턴키설계 반영을 위해 경상남도 거창군 거창읍 정장리 ~ 가조면 동례리 8.55km 구간 도로구역 변경[32]
- 2010년 12월 28일 : 도로명주소에 고서 분기점부터 옥포 분기점까지 183.03km 구간을 88올림픽고속도로로 고시[33], 남원 분기점 개통
- 2011년 12월 21일 : 고서 ~ 담양 구간 신설 개통으로 인해 기존 담양군 담양읍 반룡리 ~ 금성면 대곡리 8.0km 구간 폐지[34]
- 2015년 3월 27일 : 국토교통부고시로 기점을 '전라남도 담양군 고서면 보촌리', 종점을 '대구광역시 달성군 옥포면 본리리'로 명시[35]
- 2015년 12월 22일 : 기점을 '전라남도 담양군 고서면'(고서 분기점)에서 '광주광역시 북구 문흥동'(문흥 분기점)으로 연장하고 노선명을 '88올림픽선'에서 광주대구고속도로(광주 ~ 대구선)로 변경[36], 이에 따라 문흥 분기점 ~ 고서 분기점 구간이 호남고속도로와의 중복 구간으로 지정됨. 전 구간 왕복 4차로 확장 개통 및 함양산삼골휴게소 신설 개장[37]
- 2015년 12월 29일 : 전라북도 순창군 금과면 ~ 경상북도 고령군 성산면 142.8km 구간 4차로 확장 개통[38], 4차선 확장 개통에 따라 고속도로 통행료 할인 폐지[39]
- 2016년 6월 4일 : 논공휴게소가 정식 휴게소로 재개장
- 2016년 7월 27일 : 함양산삼골휴게소가 정식 휴게소로 재개장 및 함양산삼골동서만남의광장휴게소로 변경[40]
- 2016년 9월 30일 : 도로명주소에 명칭을 88올림픽고속도로에서 광주대구고속도로로, 기점을 고서 분기점에서 문흥 분기점으로, 도로 선형을 확장 이설한 구간으로 변경하고 총 연장을 175.64km 구간으로 변경 고시[41]
- 2016년 11월 25일 : 대구방향 논공휴게소가 국도 제5호선와 연계하는 '국도 개방형' 고속도로 휴게소로 전환[42]
- 2016년 12월 8일 : 고속도로 선형개량에 따라 전라북도 순창군 금과면 장장리 ~ 경상북도 고령군 성산면 기족리 133.88km 구간과 경상남도 거창군 거창읍 정장리 ~ 가조면 동례리 8.55km 구간 도로구역 변경 및 고속도로로 이용되지 않는 기존 구간인 전라북도 순창군 금과면 장장리 ~ 경상북도 고령군 성산면 기족리 54.054km 구간 도로구역 폐지[43]
- 2020년 1월 6일 : 2020년 9월까지 서함양 하이패스 나들목 설치 공사를 위해 경상남도 함양군 병곡면 월암리 ~ 함양읍 대덕리 1.02km 구간 도로구역 변경[44]
- 2020년 10월 19일 : 서함양 하이패스 나들목 개통[45]

## 같이 보기
- 광주대구고속도로